# Luotsi-Kuusinen
Pour les articles homonymes, voir Kuusinen.
Luotsi-Kuusinen ou Kuusinen est une île de l'archipel de Kotka dans le golfe de Finlande en Finlande.

## Géographie
Luotsi-Kuusinen est une île proche de Kotkansaari. 
Kuusinen compte une tour d'observation et un port.
Situé sur l'île, le port de Kuusinen sert de port militaire pour les forces maritimes finlandaises, de port de pêche, de port pour les baliseurs de l'État finlandais et de port les traversier de l'archipel de Kotka.
Le port de pêche de Kuusinen dispose d'une usine de transformation du poisson et d'un espace de stockage. 
Le port de pêche appartient à la ville et est utilisé par les pêcheurs côtiers des environs. 
Le port de pêche a deux points de vente directe de poisson.

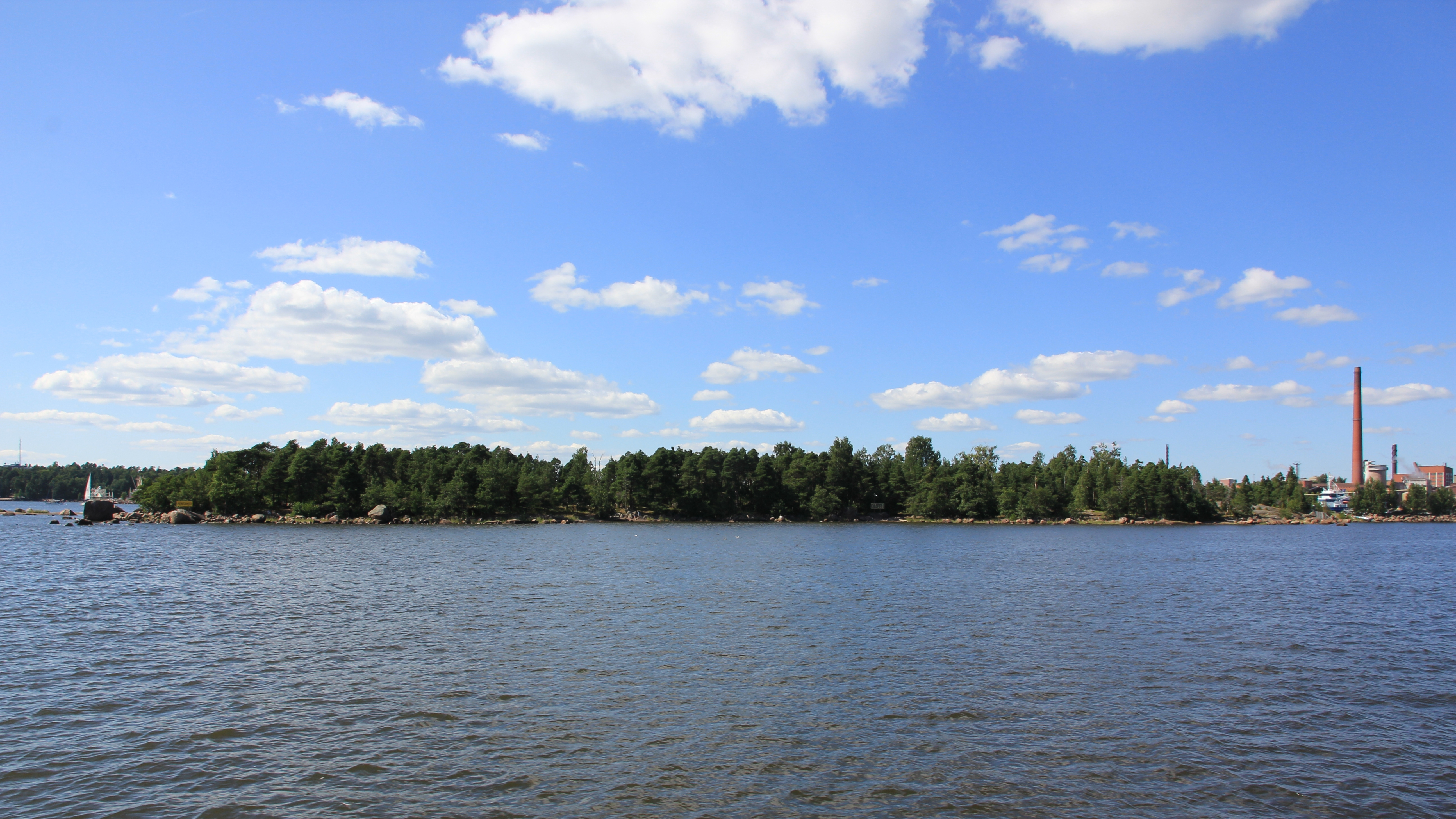
Kuusinen.